# Matsucoccus oocarpae
Matsucoccus oocarpae är en insektsart som beskrevs av Ray 1991. Matsucoccus oocarpae ingår i släktet Matsucoccus och familjen pärlsköldlöss.
Artens utbredningsområde är Guatemala. Inga underarter finns listade i Catalogue of Life.